# Янь Сишань
Янь Сишань (кит. трад. 閻錫山, упр. 阎锡山, пиньинь Yán Xíshān) (8 октября 1883 — 22 июля 1960) — китайский военный и политический деятель, генерал, один из последних правителей «эры милитаристов», премьер-министр Китайской Республики в 1949—1950 годах. В некоторых русскоязычных энциклопедиях упоминается как Янь Си-шань, Янь-Байчуань и Ен Си-шань.

## Биография
Янь Сишань родился 8 октября 1883 года в деревне Хэпяньцунь уезда Утай провинции Шаньси (сейчас это место находится на территории уезда Динсян).
В 1904 году получил образование в Тайюаньской военной академии и поступил на военную службу.
В 1908—1910 годах прошёл стажировку в Японии, в Военной академии Императорской армии, где вступил в тайную организацию офицеров, желавших свержения правящей династии Цин.
В октябре 1911 года был назначен на должность командира полка гарнизона города Тайюань — административного центра провинции Шаньси.

Во время Синьхайской революции (1911—1912) принял сторону Юань Шикая и, став военным губернатором Шаньси, установил в провинции режим единоличной диктатуры.
В 1915 году, не одобряя намерения Юань Шикая отказаться от республики и провозгласить себя императором Китая, поддержал Тан Шэнчжи, получив в награду пост гражданского губернатора Шаньси.
После падения Тан Шэнчжи в 1918 году несколько лет сохранял своё положение, успешно лавируя между наиболее влиятельными политическими группировками, пытавшимися привлечь его на свою сторону.
В 1925 году вместе с военным губернатором Фэнтяня Чжан Цзолинем вытеснил войска У Пэйфу из северных районов Центрального Китая, а также вёл боевые действия против 1-й Национальной армии Фэн Юйсяна.
В 1927 году перешёл на сторону Гоминьдана и был назначен Чан Кайши командующим 2-й группой армий.
Участвовал в Северном походе Гоминьдана, в завершение которого в июне 1928 года ввёл войска в Пекин.
С 1928 года — министр внутренних дел Китайской Республики и командующий Пекинским гарнизоном.
С 1928 по 1930 годы был председателем комиссии по вопросам Монголии и Тибета.
В 1929 году оказался в оппозиции к политике Чан Кайши и в 1930 году поднял мятеж против его правительства в Нанкине, в котором приняли участие гарнизоны Пекина, Тяньцзиня и Цзинаня. Когда мятеж был подавлен, бежал в Японию.
После объявления в 1931 году амнистии вернулся из эмиграции и занял пост губернатора провинции Шаньси. Благодаря успешным административным и политическим мерам смог долгое время поддерживать стабильную ситуацию, провёл в провинции ряд прогрессивных реформ, пытался искоренить употребление опиума и неграмотность, а также ввести «десятилетний план» с оглядкой на плановую экономику в СССР и «Новый курс» в США.
В 1936 году отразил наступление Красной армии Китая.
В июне 1937 года, после вторжения в Китай японских войск, успешно организовал вооружённое сопротивление и на фоне противоборства оккупационных сил с Гоминьданом и китайскими коммунистами сумел сохранить свою власть в провинции.
После окончания Второй мировой войны, имея в подчинении несколько дивизий, в 1945 — начале 1949 года продолжал удерживать Тайюань, но прекратил сопротивление в апреле 1949 года после взятия города частями НОАК. Лишившийся власти и отстранённый от военного управления, генерал Янь Сишань, с 3 июня 1949 года назначенный Гоминьданом на пост премьер-министра Китайской Республики, вместе с другими членами правительства пребывал в провинции Гуандун, откуда 8 декабря 1949 года вылетел на остров Тайвань. Занимал пост премьер-министра до 26 января 1950 года, после чего более 10 лет (до 23 мая 1960 года) являлся советником Президента Китайской Республики.
Скончался 22 июля 1960 года в городе Тайбэй.